# پسر ماسک
پسر ماسک (انگلیسی: Son of the Mask) یک فیلم ابرقهرمانی کمدی آمریکایی محصول ۲۰۰۵ به کارگردانی لارنس گوترمن است. دنباله مستقل ماسک (فیلم ۱۹۹۴)، دومین قسمت از مجموعه ماسک است که اقتباسی از مجموعه کتاب‌های مصور به همین نام توسط دارک هورس کامیکس است. در این فیلم جیمی کندی در نقش تیم اوری، یک انیماتور مشتاق از شهر فرینج که به تازگی اولین فرزندش را با قدرت های ماسک به دنیا آورده، بازی می‌کند. همچنین الن کامینگ در نقش لوکی که اودین به او دستور داده تا ماسک را پیدا کند بازی می‌کند. بن استاین در ابتدای فیلم به عنوان دکتر آرتور نیومن از فیلم اصلی ظاهر می‌شود.
این فیلم پس از اکران یک شکست انتقادی و مالی بود، هم منتقدان و هم طرفداران فیلم اصلی و کتاب های کمیک به دلیل داستان، نبود بازیگران اصلی و لحظات بسیار نامناسب برای یک فیلم PG، آن را مورد انتقاد قرار دادند. در مقابل بودجه ۸۴ میلیون دلاری خود،  فقط ۶۰ میلیون دلار به دست آورد. 